# Oona Kivelä
 (août 2019).
Pour les articles homonymes, voir Kivelä.
Oona Kivelä (née en 1983) est une acrobate professionnelle finlandaise quatre fois championne du monde de pole dance.

## Biographie
Oona Kivelä a commencé à faire de la gymnastique à l'âge de neuf ans. Elle a participé à des compétitions de gymnastique jusqu'à l'âge de 24 ans. En 2008 - à l'âge de 25 ans - Kivelä s'est intéressée à la pole dance à New York, après avoir lu un article sur cette activité en Finlande six mois auparavant. En 2011, Oona Kivelä a remporté le championnat finlandais de pole dance ainsi que le championnat international Pole Art 2011,.
Oona Kivelä conçoit elle-même la chorégraphie de ses spectacles.
Elle a également fait du mannequinat pour divers magazines sportifs dont elle a fait la couverture.
Elle a également collaboré avec l'acrobate Santeri Koivisto. Le projet For Your Eyes Only de Kingdom Helsinki consiste en un numéro glamour qui mêle pole dance, acrobatie, équilibres et contorsion.

## Palmarès
- Gagnante de l'International Pole Art Competition en 2009[3]
- Gagnante de l'Pole Dance North-European Championships en 2009[3]
- Gagnante de l'Finnish Pole Dance Championships en  2010[3]
- Gagnante de la Pole World Cup en  2011[3]
- Gagnante de l'International Pole Art Competition en  2011[3],[1]
- Gagnante de la Pole Art en  2012
- Gagnante de l'International Pole Championship en  2012[1]
- Gagnante de l'International Pole Championship en  2013[1]
- Gagnante de l'International Pole Championship en  2014[1]
- Gagnante de l'International Pole Championship en  2015[5]
- Gagnante du l'Finnish Pole Dance Championships en  2016[6].